# Aéroport international Maurice-Bishop
L'aéroport international Maurice-Bishop (anciennement aéroport de Pointe Salines) est situé à l'extrémité sud-ouest de l'île-État de Grenade, une de plus méridionales des Petites Antilles. La capitale, Saint-Georges, est à peu près à 7 km au nord.
(code IATA : GND • code OACI : TGPY).

## Histoire
De 1943 à 1984, l'unique aéroport de l'île de la Grenade est Pearl Airport, situé sur la côte Est de l'île, à 27 km de Saint-Georges, la capitale. Sa piste de 1 500 m, trop courte pour accueillir les avions gros porteurs, se limite aux avions des liaisons régionales inter-îles.
Pour ouvrir l'île au tourisme en le dotant d'un aéroport international, le gouvernement marxiste de Maurice Bishop décide la construction de l'aéroport de Pointe Salines, au Sud-Ouest de l'île, à 12 km de Saint-Georges. Avec une piste de 2 900 m, ce nouvel aéroport doit accueillir les avions gros porteurs des vols internationaux.
En 1983, alors qu'un coup d'État marxiste dont Bishop avait été victime venait de se produire, les États-Unis déclenchent l'invasion de la Grenade le 25 octobre 1983, en coalition avec l'Organisation des États de la Caraïbe orientale. Les États-Unis craignaient que l'aéroport facilite un axe de développement entre Moscou et Cuba.
La construction de l'aéroport de Pointes Salines se termine en 1984.
Le 20 février 1986, le président américain Ronald Reagan inaugure un monument commémorant la mort de 19 soldats américains lors de l'invasion. Une plaque commémorative exprime la gratitude des Grenadiens envers la coalition menée par les États-Unis.
Le 29 mai 2009, l'aéroport international de Grenade est renommé l'aéroport international Maurice Bishop, une promesse de la campagne 2008 du ministre Tillman Thomas. L'adoption de ce nom est un affront à l'instrumentalisation par les États-Unis de la mort de Maurice Bishop pour envahir le pays. Le New York Times et le Washington Post refusent de relayer l'information sur le nouveau nom de l'aéroport. En 2018, l'aéroport annonce un projet d'expansion financé à hauteur de $66 millions par la Chine, et les compagnies aériennes American Airlines et Air Canada lancent des vols directs depuis New York.

## Situation
| Saint-Georges Grenville Carriacou · /Hillsborough |

## Compagnies et destinations
| Compagnies         | Destinations                                                                                             |
| ------------------ | --- |
| Air Canada Rouge   | Toronto (Pearson)                                                                                        |
| American Airlines  | Miami |
| British Airways    | Sainte Lucie-Hewanorra, Londres-Gatwick                                                                  |
| Caribbean Airlines | Port-d'Espagne - Piarco                                                                                  |
| Condor             | En saison : Francfort                                                                                    |
| Delta Air Lines    | En saison : Atlanta H.-Jackson, New York-John F. Kennedy                                                 |
| JetBlue Airways    | New York-John F. Kennedy                                                                                 |
| LIAT               | Saint John's-V. C. Bird, Dominique - Douglas-Charles, Bridgetown-Grantley-Adams, Port-d'Espagne - Piarco |

Édité le 21/04/2017

## Rubriques connexes
- Grenade
- Histoire de la Grenade
- Maurice Bishop

## Sources et liens externes
- (en) Cet article est partiellement ou en totalité issu de l’article de Wikipédia en anglais intitulé « Maurice Bishop International Airport » (voir la liste des auteurs).

- (de) Cet article est partiellement ou en totalité issu de l’article de Wikipédia en allemand intitulé « Flughafen Point Salines » (voir la liste des auteurs).

- Site officiel
- World Aero Data